# Saint-Jean-sur-Vilaine
Saint-Jean-sur-Vilaine é uma comuna francesa na região administrativa da Bretanha, no departamento Ille-et-Vilaine. Estende-se por uma área de 10,71 km². Em 2010 a comuna tinha 1 323 habitantes (densidade: 123,5 hab./km²).